# Ateleia salicifolia
Ateleia salicifolia är en ärtväxtart som beskrevs av Robert H Mohlenbrock. Ateleia salicifolia ingår i släktet Ateleia och familjen ärtväxter. Inga underarter finns listade i Catalogue of Life.